# 史蒂夫·羅傑斯
史蒂芬·道格拉斯·羅傑斯（英語：Stephen Douglas Rogers，1949年10月26日—），為美國職棒大聯盟的投手，生涯皆效力於蒙特婁博覽會。

## 職業生涯
1971年大聯盟選秀，博覽會在首輪第四順位選進羅傑斯。1973年7月18日，羅傑斯登上大聯盟。他先發主投8局失2分，最終無關勝敗。8天後，他面對費城人投出9局一安打的成績，順利拿下大聯盟首勝。該年羅傑斯拿下10勝5敗，防禦率1.54。他在新人王票選上拿下第二名，僅次於Gary Matthews。不過運動新聞報仍將他們的新人王頒給了羅傑斯。
1974年，羅傑斯表現起伏不定。他在開季拿下3連勝，在7勝2敗後吞下先發6連敗。儘管他在上半季只拿下10勝11敗，他還是成功入選明星賽。到了8月，他又吞下先發6連敗。最後他拿下15勝22敗，防禦率4.47。這年他首度單季面對超過1,000名打者。
1975年，羅傑斯拿下11勝12敗，防禦率3.29。該年他投球局數、先發出賽數、完投數都能排在聯盟前十，不過失誤數也是投手最高。1976年，羅傑斯成為博覽會的開幕戰先發。這年他只拿下7勝17敗，防禦率3.21。博覽會整季更是僅拿下55勝107敗。儘管羅傑斯生涯從未一季拿下20勝，但他平均一年可拿下14勝，這也讓他連續8年成為博覽會的開幕戰先發投手。
1977年，球隊讓先前帶領運動家完成世界大賽連霸的總教練Dick Williams成為新教頭。不過羅傑斯對於新教頭的帶隊方式卻頗有微詞，Williams曾批評羅傑斯缺乏渴望贏球的態度，而羅傑斯認為球隊沒有戰績壓力反而能讓他更放開去表現。1977年，他拿下17勝16敗，防禦率3.10。隔年他拿下13勝10敗，防禦率2.47。而他也順利入選明星賽，並投了2局無失分。
1979年，羅傑斯拿下13勝12敗，防禦率3.00。隔年他拿下16勝11敗，防禦率2.98。那年他還投出14場完投，儘管沒入選明星賽，他還是在賽揚獎票選中拿下第五名。
1981年，球季因為罷工事件被分成上下半季。羅傑斯拿下12勝8敗，防禦率3.42，而總教練Williams也在這年被開除。後來博覽會在下半季拿下季後賽席次，羅傑斯在分區賽首戰投出完投勝，最終幫助球隊晉級下一輪。1981年國家聯盟冠軍賽第三場，羅傑斯完投9局僅失1分拿下勝利。不過他只休息兩天就在第五場上場後援，結果他被瑞克·蒙戴敲出致勝轟，最終博覽會遭到淘汰。
1982年，他在開幕戰投出9局3安打完封勝。整季他拿下19勝8敗，防禦率2.40。他生涯第四次入選明星賽，並在明星賽拿下勝投。隔年他投出聯盟最多的5場完封勝，並入選第五次明星賽。
1984年，羅傑斯終止了連續擔任開幕戰先發的個人紀錄。該年他只拿下6勝15敗，防禦率4.31。這年他發生3次失誤，等於前三個球季的總和。1985年，他再度擔任開幕戰先發。5月19日，他先發僅投4.2局就掉6分，並成為他大聯盟的最終戰。整季他只拿下2勝4敗，防禦率5.68。兩天後他被球隊釋出，並先後加盟天使與白襪。後來他又加入天使3A，最終宣布退休。

## 生涯成績
| 勝投 | 敗投 | 防禦率 | 出賽場次 | 先發 | 完投 | 完封 | 投球局數  | 安打  | 失分 | 自責分 | 全壘打 | 保送 | 三振  | 暴投 | 觸身球 |
| ---- | ---- | ------ | -------- | ---- | ---- | ---- | --------- | ----- | ---- | ------ | ------ | ---- | ----- | ---- | ------ |
| 124  | 108  | 3.54   | 347      | 319  | 45   | 22   | 2,068+2⁄3 | 1,858 | 908  | 813    | 173    | 627  | 1,469 | 39   | 33     |

## 外部連結
- 球員資訊和成績在MLB ，ESPN ，Retrosheet ，Baseball Reference ，Baseball Reference (Minors) ，Fangraphs ，The Baseball Cube ，Baseball Almanac （英文）
- 史蒂夫·羅傑斯在台灣棒球維基館上的頁面（繁體中文）